# アマゾンの美女
アマゾンの美女（アマゾンのびじょ、英: Angel on the Amazon）は、1948年に公開されたアメリカ合衆国のアドベンチャー映画。
監督ジョン・H・オーア。出演ジョージ・ブレント、ヴェラ・ラルストン、ブライアン・エイハーン、コンスタンス・ベネット。

## キャスト
| 役名                 | 俳優                       | 日本語吹替                    |
| 役名                 | 俳優                       | TBS版                         |
| -------------------- | -------------------------- | ----------------------------- |
| クリスティーヌ       | ヴェラ・ラルストン         | 佐山智子                      |
| パウロ               | アルフォンソ・ベドヤ       | 新井和夫                      |
| ジム・ウォーバートン | ジョージ・ブレント         | 保科三良                      |
| カレン・ローレンス   | コンスタンス・ベネット     | 公卿圭子                      |
| リッジウェイ         | ブライアン・エイハーン     | 近石真介                      |
| オルテガ             | フォーチュニオ・ボナノヴァ | 滝口順平                      |
| ディーン・ハートレイ | ガス・シリング             | 永井一郎                      |
| フランク             | ロス・エリオット           | 相沢治夫                      |
| ジェリィ             | ウォルター・リード         | 日笠潤一                      |
| 新聞記者             | アルフレド・デザ           | 鷲見光保                      |
|                      |                            |                               |
| 演出                 |                            |                               |
| 翻訳                 | 翻訳                       | 平井イサク                    |
| 効果                 | 効果                       | 坂東智                        |
| 調整                 |                            |                               |
| 制作                 | 制作                       | 服部プロダクション            |
| 解説                 |                            |                               |
| 初回放送             | 初回放送                   | 1961年9月2日 『週末名画劇場』 |